# City Hall (linea IRT Lexington Avenue)
City Hall, conosciuta anche come City Hall loop,  è una stazione fantasma della metropolitana di New York, situata sulla linea IRT Lexington Avenue. Aperta il 27 ottobre 1904, fu chiusa il 31 dicembre 1945.

## Riferimenti nella cultura
Nel film Animali fantastici e dove trovarli, ambientato in una New York del 1926, alcune scene sono state girate nella stazione di City Hall.